# 冰海沉船記
《冰海沉船記》（英語：A Night to Remember，直譯為「此夜永難忘」或「難忘的一夜」）是一部於1958年上映的英國時代劇災難紀錄片，根據沃爾特·路德於1955年出版的同名書籍改編而成。該影片深入探討1912年4月15日鐵達尼號沉沒事故的最後一夜。電影由埃里克·安布勒改編，羅伊·沃德·貝克執導，肯尼斯·摩爾出演鐵達尼號的二副查爾斯·萊托勒，其他演員包括大衛·麥考姆、肯尼斯·格里菲斯、勞倫斯·奈史密斯、麥可·古德利夫和塔克·麥奎爾。該片在英國拍攝，以紀錄片風格生動呈現了主要事件和參與者，並極為講究細節。製作團隊在製片人威廉·馬奎蒂（他親身見證了鐵達尼號下水）的監督下，使用了該船的藍圖來打造真實的佈景，而四副約瑟夫·博克斯霍爾和前冠達郵輪準將哈里·格拉蒂奇則擔任本片的技術顧問。其預算高達60萬英鎊（根據通貨膨脹調整2019年為1310萬英鎊），堪稱當時英國歷史上製作成本最高的電影之一。威廉·阿爾文負責為電影譜寫配樂。
儘管這部電影的票房表現令人失望，但電影卻廣受好評，並於1959年的金球獎中為英國贏得了“塞繆爾·戈德溫國際獎”。與其他涉及鐵達尼號的電影相比，如1997年的好萊塢電影《鐵達尼號》，《冰海沉船記》雖製作規模不大，但因其高度準確的敘述而受到鐵達尼號的歷史學家和倖存者高度讚譽。

## 演員
- 肯尼斯·摩爾（英语：Kenneth More） 飾演 二副查爾斯·萊托勒
- 麥可·古德利夫（英语：Michael Goodliffe） 飾演 船舶建造師 托马斯·安德鲁斯
- 勞倫斯·奈史密斯（英语：Laurence Naismith） 飾演 船長 爱德华·约翰·史密斯
- 肯尼斯·格里菲斯（英语：Kenneth Griffith） 飾演 無線電操作員 傑克·菲利浦
- 大衛·麥考姆（英语：David McCallum） 飾演 助理無線電操作員 哈羅德·布萊德
- 塔克·麥奎爾（英语：Tucker McGuire） 飾演 瑪格麗特·布朗
- 弗蘭克·勞頓（英语：Frank Lawton） 飾演 白星航運公司董事會主席兼總經理 約瑟夫·布魯斯·伊斯梅
- 理查德·利奇（英语：Richard Leech） 飾演 大副 威廉·默多克
- 約翰·凱尼（英语：John Cairney（英文）） 飾演 墨菲先生
- 理查·克拉克 飾演 馬丁·加拉格爾
- 派崔克·麥卡林尼（英语：Patrick McAlinney） 飾演 詹姆斯·法雷爾
- 安東尼·布謝爾（英语：Anthony Bushell） 飾演 卡柏菲亞號船長 亞瑟·羅斯特龍
- 亞歷克·麥考恩（英语：Alec McCowen） 飾演 卡柏菲亞號無線電操作員 哈羅德·科塔姆（英语：Harold Thomas Cottam）
- 羅納德·艾倫（英语：Ronald Allen） 飾演 克拉克先生
- 吉爾·迪克森（英语：Jill Dixon） 飾演 克拉克夫人
- 傑弗瑞·貝爾登（英语：Geoffrey Bayldon） 飾演 加州人號無線電操作員 西里爾·埃文斯
- 喬治·沃爾特·羅斯（英语：George Rose） 飾演 麵包師查爾斯·賈克林
- 約翰·梅里維爾（英语：John Merivale） 飾演 羅比·盧卡斯
- 霍諾·布萊克曼（英语：Honor Blackman） 飾演  莉茲·盧卡斯夫人
- 羅伯特·艾爾斯（英语：Robert Ayres） 飾演 阿瑟·戈弗雷·佩欽（英语：Arthur Godfrey Peuchen）
- 拉爾夫·邁克爾（英语：Ralph Michael） 飾演 杰伊·耶茨
- 詹姆斯·戴倫福斯（英语：James Dyrenforth） 飾演 阿奇博爾德·格雷西四世
- 羅素·內皮爾（英语：Russell Napier） 飾演 加州人號船長 史丹利·洛德（英语：Stanley Lord）
- 珍·唐斯（英语：Jane Downs） 飾演 約瑟夫·霍利-威爾遜夫人西爾維亞·萊托勒
- 帕特里克·瓦丁頓（英语：Patrick Waddington） 飾演 理查德爵士
- 哈莉特·約翰斯 飾演 琳達夫人
- 雷德蒙德·菲利普斯（英语：Redmond Phillips） 飾演 何伊爾先生
- 約瑟夫·托梅爾蒂（英语：Joseph Tomelty） 飾演 威廉·奧洛克林醫生
- 傑克·沃特林（英语：Jack Watling） 飾演 四副 約瑟夫·博克斯霍爾
- 邁克爾·布萊恩特（英语：Michael Bryant） 飾演 六副 詹姆斯·穆迪
- 霍華德·朗（英语：Howard Lang） 飾演 大副 亨利·怀尔德 (未列名)
- 西里爾·查姆伯蘭（英语：Cyril Chamberlain） 飾演 艙手羅
- 比·達菲爾 飾演 法雷爾夫人
- 哈羅德·戈德布拉特（英语：Harold Goldblatt） 飾演 班傑明·古根海姆
- 傑拉爾德·哈珀（英语：Gerald Harper） 飾演卡柏菲亞號三副
- 托馬斯·希斯科特（英语：Thomas Heathcote） 飾演 服務員
- 安德魯·基爾（英语：Andrew Keir） 飾演 第二工程師官員 約翰·亨利·赫斯克思
- 霍華德·佩斯（英语：Howard Pays） 飾演 五副 哈羅德·洛
- 哈羅德·席頓斯（英语：Harold Siddons） 飾演 加州人號二副赫伯特·斯通
- 朱利安·索默斯 飾演 伯爾先生
- 羅薩蒙德·格林伍德（英语：Rosamund Greenwood） 飾演 伯爾夫人 (未列名)
- 亞瑟·格羅斯（英语：Arthur Gross） 飾演 艙手希欽斯 (未列名)
- 查爾斯·貝爾奇爾 飾演 樂隊領奏員 華萊士·亨利·赫特利
- 埃默頓·科特 飾演 約瑟夫·貝爾
- 特蕾莎·索恩 飾演 伊迪斯·羅森鮑姆（英语：Miss Edith Russell） (未列名)
- 約翰·莫爾德·布朗（英语：John Moulder Brown） 飾演 男孩 (未列名)
- 亨利·坎貝爾 飾演 威廉·托马斯·斯特德 (未列名)
- 拉里·泰勒（演員）（中文）（英语：Larry Taylor（英文）） 飾演 有鬍子的水手 (未列名)
- 阿爾瑪·泰勒（英语：Alma Taylor） 飾演 將座位讓給年輕母親的老婦人 (未列名)
- 雷·奧斯丁 飾演 水手 (未列名)
- 愛德華·馬林（英语：Edward Malin） 飾演 餐廳廚師服務員
- 約翰·馬丁 飾演 失落的男孩 (未列名)
- 維克多·伍德（英语：Victor Wood） 飾演 服務員 (未列名)
- 理查德·肖（英语：Richard Shaw） 飾演 船員 (未列名)
- 傑克·斯圖特（英语：Jack Stewart (actor)） 飾演 燃料工人巴雷特 (未列名)
- 奧爾文·布魯克斯（英语：Olwen Brookes） 飾演 埃文斯小姐 （未列名）
- 保羅·哈德威克（英语：Paul Hardwick） 飾演 古根海姆的侍者 (未列名）
- 拉里·泰勒（英语：Larry Taylor） 飾演 救生艇乘客 （未列名）

## 製作

### 原作
這部電影基於沃爾特·路德於1955年出版的《此夜永難忘》一書，但在1993年雷·約翰遜的紀錄片《冰海沉船記的製作》（The Making of 'A Night to Remember'）中，路德表示當他創作這本書時，鐵達尼號災難並沒有引起大規模的興趣。他是第一個在災難後四十年間嘗試綜合書面來源和倖存者第一手記述的作家，以展開有關這場災難的歷史敘述。洛德將自己對這主題的興趣追溯到童年。同樣，製片人威廉·馬奎蒂也有著相似的經歷。 他在六歲時曾親眼見證了1911年5月31日鐵達尼號在貝爾法斯特哈蘭德和沃爾夫船廠的下水，隨後在次年四月目睹了它的處女航。

### 1956年電視改編版
這本書先前曾被改編成為一部美國電視直播作品，由NBC播出，並由克拉夫特食品公司贊助，作為1956年3月28日克拉夫特電視劇場系列的一部分播出。電視劇拍攝共使用了31個佈景，107名演員，72個對白角色，3000加侖的水，成本為95,000美元（相當於2021年的734,000美元）。該劇由乔治·罗伊·希尔執導，克勞德·雷恩斯擔任旁白，這是從無線電劇中藉鏡的做法，為當時許多電視劇提供了一個模板。 電視劇也採取了與書相似的方法，並沒有主導角色，而是在多個場景之間切換。雷恩斯的旁白被用來「連接幾乎無限的客輪場景序列」，電視劇最後則以雷恩斯的聲明結束：「人類再也沒有如此自信過。一個時代已經結束了。」
《此夜永難忘》電視劇製作取得了巨大成功，吸引2800萬觀眾觀看，並大大提高該書的銷售額。並在1956年5月2日以錄影放映形式重新播放。

### 規劃
《冰海沉船記》電影改編版是在導演羅伊·沃德·貝克和製片人、出生在貝爾法斯特的威廉·馬奎蒂獲得了這本書副本之後才進行開發的。貝克從他最喜歡的書店購得副本，而麥克奎蒂則是從妻子那裡獲得的，並決定獲得電影版權。麥克奎蒂成功從蘭克機構的約翰·戴維斯籌集了資金，後者在1950年代末擴大了更高預算的電影製作，電影導演的工作分配給與公司簽署合同的羅伊，在羅伊的推薦下，則由沃爾特·路德任命為編寫劇本的工作。洛德被引進製作團隊並擔任本片顧問。
除根據洛德的小說書籍來編寫劇本、動作和對話之外，電影製片人還通過諮詢真實的鐵達尼號倖存者作為技術顧問，以實現了細緻入微的表演和時代氛圍。其中包括四副約瑟夫·博克斯霍爾和乘客伊迪斯·羅森鮑姆、勞倫斯·比斯利。不過在拍攝期間的某一天，比斯利闖入了片場。他在拍攝船隻沉沒的場景中潛入片場，並希望「與沉船一起沉下去」，被導演發現後，他被下令離開，並按照演員工會的規定而刪除未經安排的出場。朱利安·巴恩斯對此所言：「生命中的第二次，比斯利在鐵達尼號即將沉沒之前又離開了。」查爾斯·萊托勒的遺孀西爾維婭·萊托勒也在製作期間提供了諮詢，在某個時候她參觀了皮伍德影視城，並會見了主演肯尼斯·莫爾，他向自己的孩子介紹了片場。並稱讚莫爾所飾演他丈夫的角色。當史密斯上尉的女兒海倫·梅爾維爾·史密斯訪問片場時，她被勞倫斯·奈斯密斯和她父親之間驚人的外貌相似之處所震撼。
為了增加戲劇性和吸引力，《冰海沉船記》對真實事件進行了許多改編。例如限制美國乘客的出現（除了斯特勞斯、古根漢、莫莉·布朗和格雷西上校等個別情況），基於美國人的幾個角色被描述為英國人。當被問及為什麼改變時，羅伊指出，「這是一部由英國藝術家為英國觀眾製作的英國電影」。 此外，這部電影不同於書籍和NBC電視改編版，電影將聚焦於中心角色二副查爾斯·萊托勒身上，他做了一些其他機組成員據報道在實際災難中所做的事情。電影結尾則反映路德的世界歷史主題，透過萊托勒和格雷西上校之間的虛構對話，來表達「已經永遠改變的世界」的主核。萊托勒宣稱這次災難是「不同的...因為我們是如此確信。因為即使發生了，它仍然令人難以置信。我不認為我會再對任何事情感到確定了。」 公司希望為萊托勒的角色找到一名明星，最後該角色選定由肯尼斯·摩爾飾演，這是他在與蘭克機構簽訂的新合約下拍攝的第一部電影，根據該合同，他將在往後五年內參與該製片廠七部電影的演出，每部電影酬勞約4萬英鎊（相當於2019年的約90.2萬英鎊），七部電影總酬勞為660萬英鎊。
製片人馬奎蒂最初與肖、薩維爾與阿爾比昂輪船公司簽約，使用其以前的旗艦統治君主號拍攝電影場景，但公司在最後一刻退出了製作，稱他們不想使用他們的輪船模擬鐵達尼號的沉沒。根據馬奎蒂的說法，當時的肖、薩維爾與阿爾比昂輪船公司由巴茲爾·桑德森（Basil Sanderson）管理，他是哈羅德·桑德森（Harold Sanderson）的兒子，哈羅德在鐵達尼號沉沒時是白星航運公司美國分公司的主管。當船隻沉沒後，桑羅德接替伊斯梅了擔任國際商品船運公司總裁，該公司是摩根大通擁有的航運企業，旗下擁有白星航運公司。而桑德森與白星的聯繫也導致肖、薩維爾與阿爾比昂輪船公司退出影片的決定。 
不過，馬奎蒂最終得到蘇格蘭克莱德海军基地周邊船舶拆解工業的許可，被准許在正拆解的大洋班輪阿斯圖裡亞斯號上拍攝場景。雖然輪船的左舷已經被拆毀，但船隻右舷仍然保持完整，因此馬奎蒂僱請藝術學生為輪船塗上白星公司的顏色，並使用鏡像重現左舷上發生的場景。按照原始計劃，共建造了30個場景以重建鐵達尼號。

### 拍攝
《冰海沉船記》的拍攝於1957年10月15日在皮尼伍德影視城進行持續至1958年3月5日殺青。當場景被傾斜升起時，麥克風捕捉到了場景發出的吱吱聲。導演決定在沉船場景中保留這些聲音，因為它們增強了場景的真實感。電影的最後一場拍攝戲，在紀錄片《冰海沉船記的製作》中則被提及為理查德爵士和理查德夫人離開家，並經過揮手的孤兒們的情節。
肯尼斯·摩爾在他於1978年發表的自傳中回顧了電影的製作，由於在皮尼伍德影視城沒有足夠大的水池拍攝倖存者們掙扎爬上救生艇的場景，因此這一鏡頭是在魯伊斯利的一家露天游泳池拍攝的，當時在一個冰冷的11月凌晨2點進行的。當臨時演員不願意跳水時，摩爾意識到他必須親自示範。他大聲喊道：「快來！」

我躍入水中。 但我一生中從未經歷過如此寒冷。這就像跳入深冷的冰箱一樣。冷凍的衝擊把我體內的氣息逼了出來。我的心似乎停止了跳動。我感到被壓得無法思考。我彷彿僵直了，但沒有殭屍的感覺 然後我浮出水面，吐出髒水，氣喘吁籲，找到了聲音。

「停！」我喊道。 「別聽我說！這太可怕了！待在原地！」但為時已晚...
《冰海沉船記》曾使用了1943年納粹宣傳電影《鐵達尼號》的四個片段；其中兩個是白天平靜水域中的船隻，另外兩個是發動機室內部的漫水走道。正如布萊恩霍金斯所寫：「英國人在1958年的《冰海沉船記》黑白電影中，以無縫嵌入導演赫伯特·塞爾平1943年的《鐵達尼號》片段的方式，以「最接近鐵達尼號之真相」的噱頭，但沒有為這些令人難以置信的場景列出被後螢幕的製作者名單。」塞爾平本人在1942年8月初音製作電影的過程對德國軍隊提出負面意見，最後根據宣傳部長約瑟夫·戈培爾的指示被捕，並在獄中死亡。

## 史實準確性

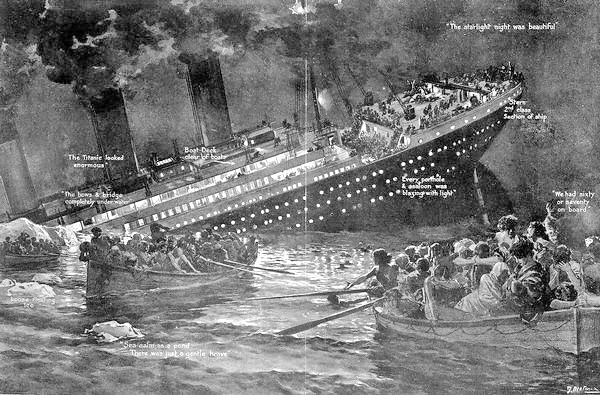
1912年4月鐵達尼號沉沒的插圖

這部電影被認為是有史以來描繪鐵達尼號沉沒事故最準確的電影之一，唯一的例外是沒有展示船裂成兩半的情節。在沃爾特·路德的小說以及本片製作的年代，關於鐵達尼號是否分裂成兩半的證據仍然存在疑慮。當時的普遍看法和調查結果均認為船隻完整下沉；直到1985年鐵達尼號殘骸被發現後，才確認鐵達尼號確實分裂成兩半。萊托勒的遺孀西爾維亞·萊托勒在接受《衛報》採訪時讚揚電影的準確性，並稱「電影實際上是真實的，絕無『加油添醋』」。
儘管有些事件基於真實歷史，但電影中部分角色和情節實質是虛構或戲劇化的；包括主要角色墨菲先生、霍伊爾先生和傑伊·耶茨，實際上是若干男性的複合角色，帶領頭等艙的女孩們登上救生艇的墨菲先生是愛爾蘭移民的綜合角色。另外在史實中，鐵達尼號上有一個名為馬丁·加拉格爾（Martin Gallagher）的頭等艙乘客，然而電影中的馬丁在行為上虛構的，雖然電影中馬丁的角色倖存下來，但史實中，馬丁在災難時去世了。 
試圖在右舷救生艇上登船的賭徒霍伊爾先生是若干類似的人物複合角色，均是決心不惜一切拯救自己的男人。盧卡斯夫妻則是船上已婚夫婦的綜合角色，尤其參考盧西安·P·史密斯和埃洛伊絲·休斯·史密斯夫人的經歷。盧卡斯先生甚至說出了當時盧西安·史密斯對妻子說的話語：「我從未指望你聽我的話，但這一次你必須聽。」。克拉克夫妻則為新婚夫婦的綜合體，尤其是參考一對二等艙的新婚夫婦約翰·查普曼和薩拉·查普曼，他們兩人在沉船中喪生。約翰的屍體後來由打撈鐵達尼號罹難者遺體的電纜船麥凱-貝內特號發現，但沒提到或表明他是被墜落的煙囪砸死的。
為避免潛在的法律訴訟，一些歷史人物在電影中被重新命名或不提及姓名。包括科斯莫·達夫-戈登爵士和达夫-戈登夫人露西在片中被描繪成「理查德爵士和理查德夫人」（達夫夫人的秘書弗蘭卡·特利的存在則被完全省略），伊斯梅在整部電影中只被稱為「主席」。此外片中也省略部分關鍵的歷史人物，包括船上最富有的乘客約翰·雅各布·阿斯特四世以及司爐工弗雷德里克·巴雷特，第二工程師官員約翰·亨利·赫斯凱斯的角色戲份則取代巴雷特和其他工人在實質事件的職責和行動。
拉爾夫·邁克爾 飾演的美國賭徒耶茨在史實從未登上船隻，他所稱要遞給一名乘客的便條是個騙局。葉茨是在紐約寫下這封便條，然後讓一名女同夥冒充倖存者將便條送給報紙。這麼做的原因是為了讓警察誤認為他已經死了。然而警方並沒有上當，並在幾個月後逮捕與郵政盜竊有關的聯邦指控而被通緝的葉茨。至於電影中葉茨的角色：「祝你好運，上帝保佑你」的對白，實際上則是一名未知游泳者在可折疊救生艇B號附近所說的話，倖存者司爐工沃爾特·赫斯特認為那個游泳者可能是史密斯船長。
電影部分橋段根據主演莫爾的戲份進行更改，在沉沒過程中，萊托勒曾親自展示幾乎每一艘救生艇的登載。實際上，萊托勒的行動是由其他官員執行的。頭等艙吸煙室中的畫作被錯誤地描繪紐約港的入口，史實的畫作描繪的則是普利茅斯海灣的入口，這是路德在他的研究中犯的錯誤，他後來在紀錄片《冰海沉船記的製作》中承認該項錯誤。
電影第一個場景描繪鐵達尼號的下水洗禮儀式，然而史實上，鐵達尼號從未舉行過洗禮儀式，因為白星從不舉行這種儀式，並在後來成為謠傳為鐵達尼號帶來「厄運」的流行傳說之一。此外，加州人號船長史丹利·洛德對電影中他被描繪的負面形象感到不滿；在電影中，他被描繪為穿著睡衣在艙室裡睡覺，實際上，洛德在災難發生時是穿著制服睡在圖表室。此外，電影中萊托勒差點在船的最後時刻被第四個煙囪壓碎。實際上，壓在萊托勒附近的是第一個煙囪。
船隻沈沒後，墨菲先生和加拉格爾曾抱著一個孩子爬上傾覆的B號救生艇，並將孩子交給萊托勒時。萊托勒意識到孩子已經死了，最後才將孩子放回水中的情節是受到了幾位證人的啟發，據說史密斯船長曾抱著一個孩子到救生艇，然而後來孩子去世了。儘管這些說法具有可疑性質，但史記上，萊托勒從未報告在可折疊救生艇B號上接收一個孩子。

## 發行
《冰海沉船記》於1958年7月3日星期四在倫敦萊斯特廣場奧迪安電影院進行了全球首映，在影片的首映儀式上，泰坦尼克號的四副約瑟夫·博克斯霍爾、三副赫伯特·皮特曼以及倖存者沃爾特·亨利·尼科爾斯（Walter Henry Nichols）都出席了活動。 此外，另一名倖存者伊莉莎白·多德爾也於1958年12月16日星期二在紐約參加了美國首映會。

## 評價

### 批判性評論
《冰海沉船記》於1958年12月在美國首映，備受影評家波斯利·克勞瑟的肯定，稱讚為「一個引人入勝、激動人心且令人驚嘆的戲劇作品......以樸實的人類語言呈現了泰坦尼克號災難中的故事，卻將一切融入了宏大的戲劇背景之中。」，克勞瑟如此描述道：
這部卓越的電影生動地描繪了鐵達尼號上人們的行為，勾勒出那個永不被遺忘的夜晚。 它呈現了在巨輪撞上冰山後，儘管可怕的水慢慢湧入船內。但大多數人的漠不關心和輕浮態度；同時它也展示了恐慌如何逐漸升級，最終演變成了人性的大考驗，以及人們在面對可怕的醜陋行為時，仍然展現出出色的勇氣和高貴品質。
《冰海沉船記》獲得了許多獎項，包括金球獎最佳外語片獎，並在大西洋兩岸的評論家中廣受讚譽。

### 票房
票房方面，根據《電影先驅報》的數據，雖然電影在1958年成為英國最受歡迎的20部影片之一，但由於其原始預算較大，以及在美國票房表現一般，它僅獲得了適度的商業成功。
此外，《電影週刊》的數據顯示，該片被列為1958年英國票房最佳的電影之一。然而，直至2001年，這部影片仍未能實現盈利，部分原因是因為它是十部影片計劃的一部分，其所有利潤都被交叉抵消。

### 重新評估及價值性
根據保羅·海爾的觀點，這部電影在引發後續一系列災難電影浪潮中發揮了重要作用，包括《海神號遇險記》（1972年）和《沖天大火災》（1974年）。並評論稱它「仍然是最清晰的電影敘事，也是災難電影類型的典範和最佳案例。」在爛番茄，這部電影根據20條評論獲得了100%的「新鮮認證」，平均評分為8.71/10。這部電影被描述為「最清晰的電影敘事」。 它被認為是「1997年電影《鐵達尼號》之前最出色的鐵達尼號電影」、「所有鐵達尼號電影中最準確的」，尤其因其社會現實主義而備受推崇，根據一位評論家的觀點，電影城線了「1912年的社會階級固化，儘管存在缺陷，但在鐵達尼號上，富人和窮人都表現出了一種對行為責任的感覺；船上的大多數人都面臨死亡或困境，都表現出堅忍和無私的舉止，這是自上世紀以來全球都為之震撼的。」
影評人巴里·諾曼認為它比1997年《鐵達尼號》更加感人。 《帝國》雜誌的安德魯柯林斯給了這部電影五顆星，並稱其為「英國電影的一個里程碑，至今仍然如此。」電影評論家一致認為這是肯尼斯·摩爾主演的最佳影片。

## 家庭光碟
《冰海沉船記》於1998年5月由標準收藏發行了DVD版本。最初版本的DVD刪除萊托勒發現孩子已經死亡並將其放入水中的場景。為了紀念鐵達尼號沉沒一百週年，後於2012年3月27日發布了新的DVD版本和高清藍光光碟版。